# Dorfkirche Trebitz (Brück)

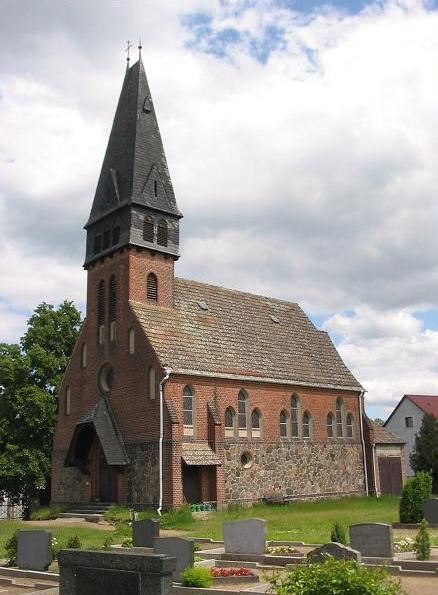
Dorfkirche Trebitz (Brück)

Die evangelische, denkmalgeschützte Dorfkirche Trebitz steht in Trebitz, einem Gemeindeteil der Stadt Brück im Landkreis Potsdam-Mittelmark von Brandenburg. Sie gehört zum Pfarrbereich Brück im Kirchenkreis Mittelmark-Brandenburg der Evangelischen Kirche Berlin-Brandenburg-schlesische Oberlausitz.

## Beschreibung
Die neugotische Saalkirche wurde 1896/98 im unteren Teil aus Feldsteinen und im oberen Teil aus Backsteinen erbaut, nachdem die alte Kirche am 22. Juli 1894 abgebrannt war. Aus dem Satteldach des Langhauses erhebt sich im Westen ein querrechteckiger Dachturm, auf dem ein Aufsatz aus schieferverkleidetem Holzfachwerk sitzt, der quer mit einem hohen Walmdach bedeckt ist.
Der Innenraum ist mit einem hölzernen Tonnengewölbe überspannt. Die bauzeitliche hölzerne Kirchenausstattung ist vom Jugendstil beeinflusst. Die Kanzel wurde 1898 von Gustav Kuntzsch geschaffen. Die Orgel auf der Empore wurde 1898 von der Alexander Schuke Potsdam Orgelbau gebaut.